# Fuzz (effet audio)
Pour les articles homonymes, voir Fuzz.

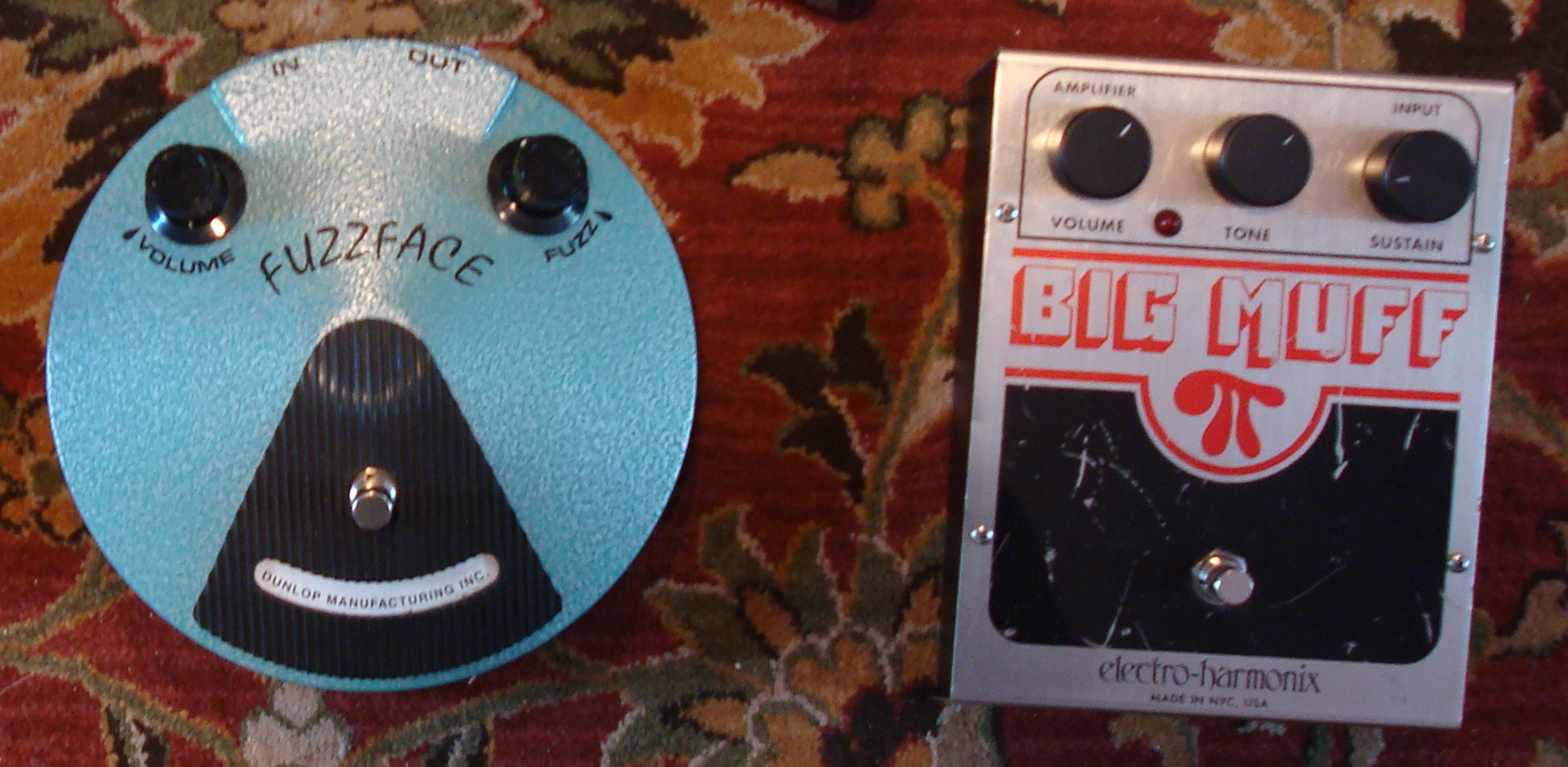
Une Fuzz Face (gauche) et une Big Muff (droite).

La fuzz (de l'anglais fuzz, « duvet ») est la première des pédales d'effet de saturation ayant été utilisée par les guitaristes et les bassistes électriques. La plupart des modèles ont été conçus à la fin des années 1960 aux États-Unis et au Royaume-Uni, tels que la Tone Bender, la Fuzz Face ou la Big Muff. Cet effet est utilisé par de nombreux guitaristes, comme Keith Richards, Jimi Hendrix, Jeff Beck, Pete Townshend ou David Gilmour.

## Étymologie
En anglais, fuzz signifie « duvet » et ce mot a été choisi pour décrire le son produit : assez feutré mais avec du sustain et des aigus (en opposition à un son clair de guitare). Le terme est créé par Grady Martin qui sort en 1961 le morceau The Fuzz avec de la guitare distordue.

## Utilisation
Cette pédale d'effet principalement utilisée dans le milieu du rock et ses diverses variantes a pour but de produire une saturation du signal sonore - généralement en provenance des micros d'une guitare ou d'une basse - afin de donner à celui-ci une saturation avec une coloration singulière. Historiquement, la fuzz a été utilisée dans le rock psychédélique, devenant même l'un de ses traits sonores principaux. Le son des fuzz, décrit comme « abrasif et chaotique », fait écho à l'expérience psychédélique et évoque « la colère et l'agressivité ». Les fuzz produisent des notes avec un très long sustain et permettent de jouer avec le larsen.

## Principe

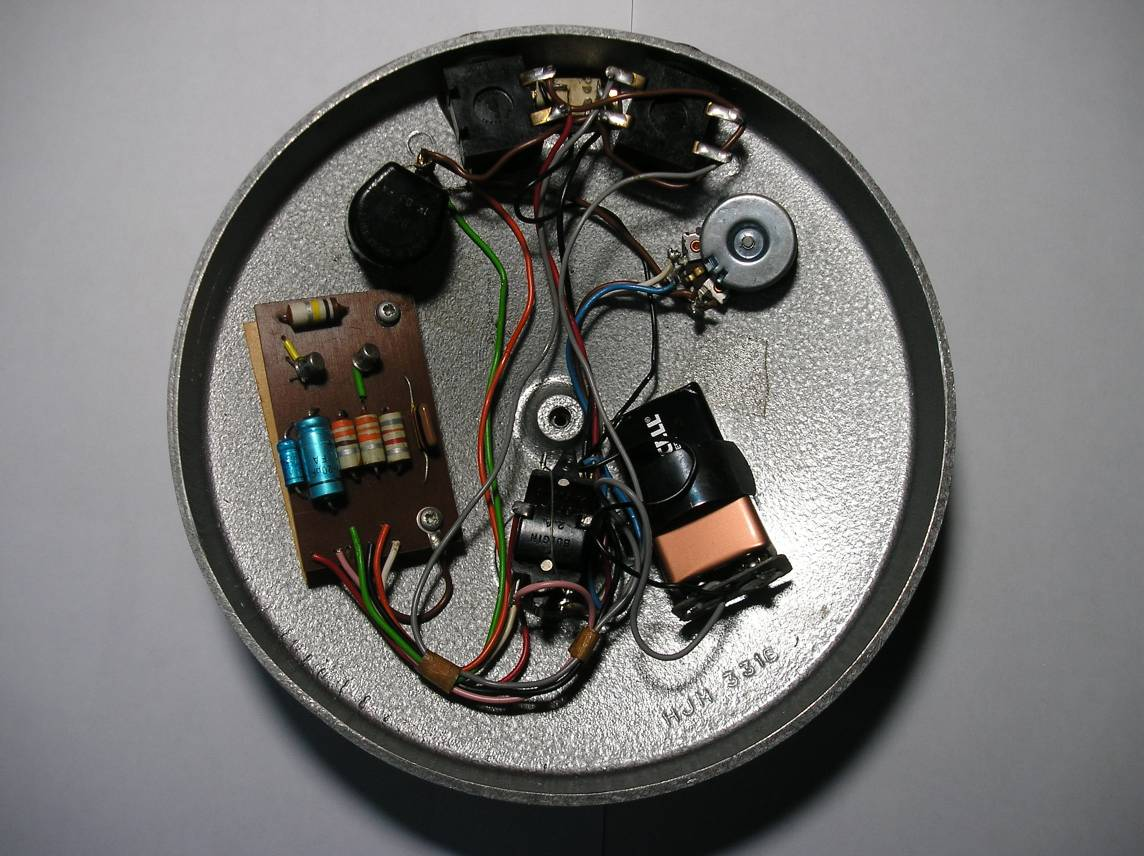
Intérieur d'une pédale de Fuzz Face : circuit (transistors, résistances, condensateurs), pile pour l'alimentation, jacks (entrée et sortie) et potentiomètres (gain, volume)

Le terme fuzz désigne à la fois une pédale d'effet et un type de saturation particulier. La saturation du son est due à un fort écrêtage du signal électrique d'entrée de l'instrument. Plus l'écrêtage est important, plus le son est distordu.

### Fuzz au germanium
Dans le cas des premières pédales de fuzz, cet écrêtage est réalisé par des transistors au germanium (types courants à la fin des années 1950), qui ne sont pas utilisés sur d'autres pédales de distorsion dites classiques et plus récentes. Les transistors au germanium sont sensibles  à la chaleur, ce qui est un inconvénient sur scène. Les transistors doivent en outre être appairés pour sonner correctement : une faible variation dans la valeur des composants entraîne de grandes différences sonores entre chaque pédale.

### Fuzz au silicium
Pour résoudre les problèmes liés aux transistors au germanium, les fabricants ont construit des fuzz au silicium. Cela permet d'avoir des pédales produites en masse qui sonnent identiques, sans devoir appairer les composants. Ces fuzz ont en général une sonorité plus claire, parfois jugée agressive.

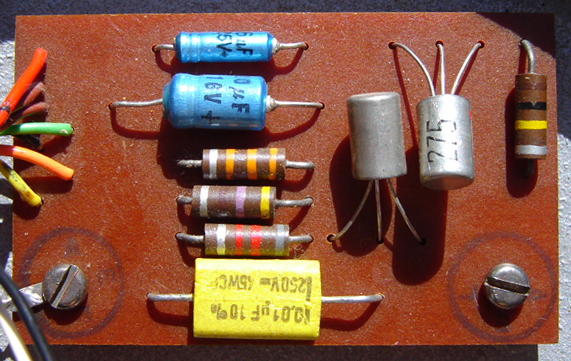
Circuit d'une Fuzz Face au germanium (deux transistors NKT275)

### Son
Le montage simple, particulier et la distorsion asymétrique en font un effet puissant et polyvalent. Sur certains modèles (Fuzz Face par exemple), on peut faire varier la saturation avec le bouton de volume de la guitare, en allant du crunch à la saturation très granuleuse. Certaines pédales donnent une saturation crémeuse, tandis que d'autres produisent un véritable mur du son. Certaines fuzz sont même capables d'auto-oscillation.
- Un clavinet avec une fuzz.
- Démonstration d'une fuzz de Death By Audio avec de nombreux contrôles (bias, tonalité, possibilité d'oscillation...) à la guitare électrique.

## Histoire

### Précurseurs
Dans les années 1940 et 1950, la distorsion est considérée comme un défaut dans les amplificateurs de guitare électrique. Cependant, certains guitaristes commencent à volontairement produire cet effet, d'abord en poussant au maximum le volume, puis en endommageant volontairement les lampes ou le haut-parleur. Le son fuzz est au départ « fabriqué maison ». On l'entend pour la première fois en 1957 sur The train kept a rollin de Johnny Burnette, au départ à cause d'un défaut de l'amplificateur, mais le groupe apprécia le résultat et décida de jouer le morceau ainsi. Mais c'est Link Wray qui le popularisera et le développera largement dès 1958, inventant en même temps le « gros son » à travers des morceaux comme Rumble, Aces of spades. Le groupe garage The Sonics utilisera la même méthode que Link Wray. En 1961, Grady Martin sort un morceau avec de la guitare distordue, qu'il intitule The Fuzz, d'où provient le nom donné à cet effet.

### Premiers modèles

#### Maestro Fuzz Tone

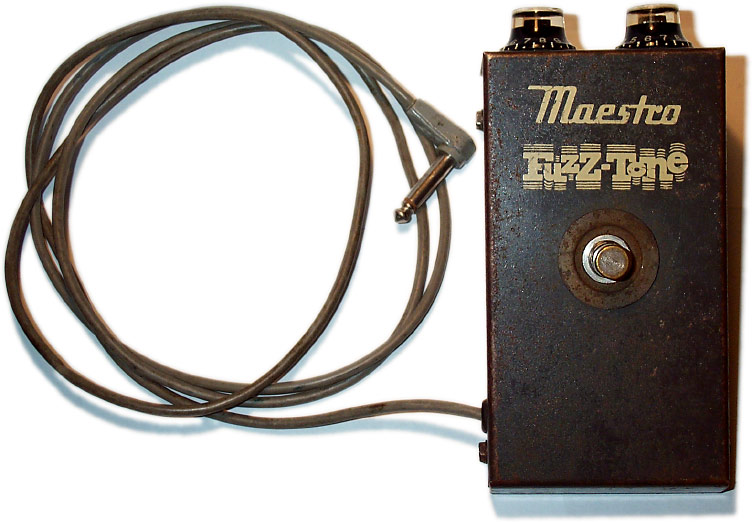
La Maestro Fuzz Tone (1962) est la première pédale de fuzz et la toute première pédale d'effet de l'histoire.

La fuzz est le premier effet à être intégré dans une pédale, avec la Maestro Fuzz Tone créée par Gibson en 1962 aux États-Unis. L'ingénieur de Grady Martin, Glenn Snoddy, cherche à reproduire l'effet obtenu sur The Fuzz à la suite d'une défaillance de la table de mixage. Snoddy, aidé par l'ingénieur Revis Hobbs, crée un circuit à base de transistors au germanium. Lors de sa sortie, la pédale est vendue comme un appareil permettant d'imiter le son des cuivres (trompette, tuba...) et des instruments à vent (saxophone). Elle devient très populaire lorsque Keith Richards des Rolling Stones l'utilise sur le riff de la chanson (I can't get no) Satisfaction en 1965.

#### Tonebender

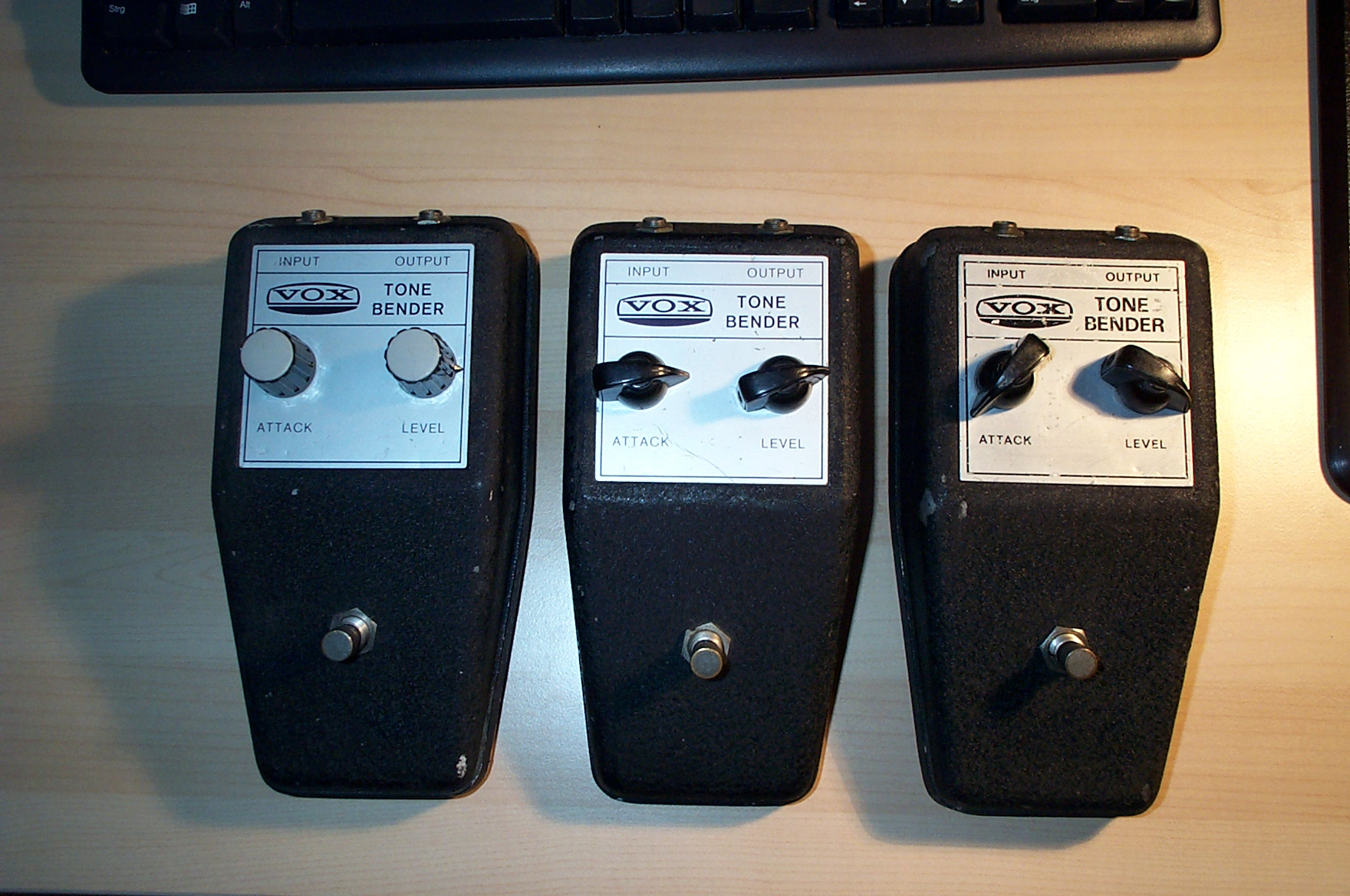
Trois modèles de fuzz Tone Bender par Vox.

En 1965, au Royaume-Uni, à une époque où le matériel américain était difficile d'accès, le musicien Vic Flick veut modifier sa Fuzztone. L'électronicien Gary Hurst transforme le circuit en augmentant la tension à 9V et en ajoutant des composants. Cette nouvelle pédale, la Tone Bender, est alors commercialisée sous la marque Sola Sound et déclinée en plusieurs versions (la Tone Bender Professionnal MK2 est considérée comme la plus aboutie). Vendue ensuite par Vox, elle est utilisée entre autres par les Beatles et Jeff Beck dans les Yardbirds.

#### Fuzzrite
En 1966, les ingénieurs de Mosrite (entreprise américaine) créent une pédale de fuzz pour Leo LeBlanc. C'est la Fuzzrite, qui utilise à l'origine des transistors au germanium. Ces derniers étant sensibles à la chaleur, l'entreprise décide de passer à des transistors au silicium. Cette pédale a été utilisée sur le morceau In a gadda da vida de Iron Butterfly, considéré comme précurseur du heavy metal.

### Popularisation de l'effet

#### Fuzz Face

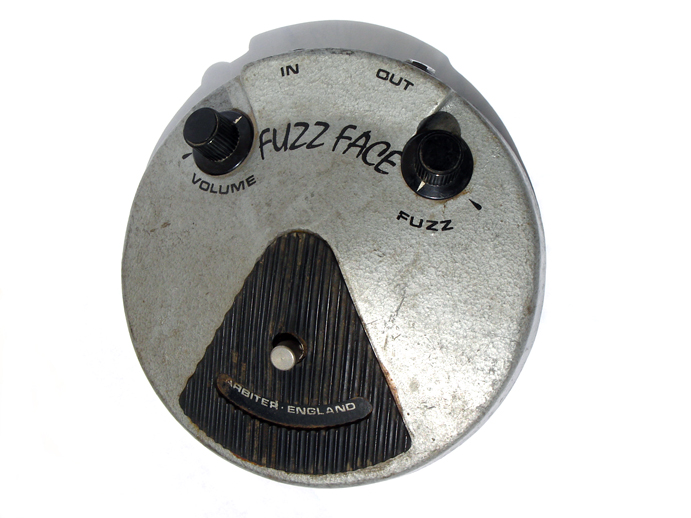
Arbiter Fuzz Face (env. 1967)

La pédale de fuzz la plus célèbre est sans doute la Fuzz Face. Elle est inventée par Ivor Arbiter au Royaume-Uni en 1966, inspirée de la Maestro Fuzz Tone et de la Sola Sound Tonebender. « La Fuzz Face a deux arguments de poids face à ses concurrents : son prix et son look ». Elle se fait rapidement un nom et change la façon d'utiliser les guitares électriques. Jimi Hendrix popularise cette pédale et nombreux sont les artistes qui l'ont utilisé, notamment David Gilmour, George Harrison, Eric Johnson, Joe Bonamassa, ainsi que de nombreux autres groupes de rock garage, psychédélique et blues rock. La Fuzz Face connaît plusieurs versions, au germanium et au silicium. À partir de 1969, elle est vendue par la marque Dallas Arbiter, jusqu'en 1975. Jim Dunlop la commercialise à nouveau à partir de 1993.

#### Univox Super Fuzz
En 1967, l'ingénieur japonais Fumio Mieda crée la psychedelic machine, un appareil embarquant un phaser et une fuzz. Les deux effets sont ensuite vendus séparément : l'Univibe et la fuzz Shin-ei Companion FY-2. Cette fuzz est ensuite vendue par Univox sous le nom de Superfuzz en 1968. La Super Fuzz incorpore une octave supérieure et une octave inférieure. « Lors de sa sortie en 1968, la Super Fuzz incarne l’aboutissement des années d’expérimentations qui virent la fuzz prendre de l’ampleur ». Cette pédale est utilisée notamment par Pete Townshend. La Super Fuzz a inspiré plusieurs pédales, comme la Fender Blender.

#### Big Muff

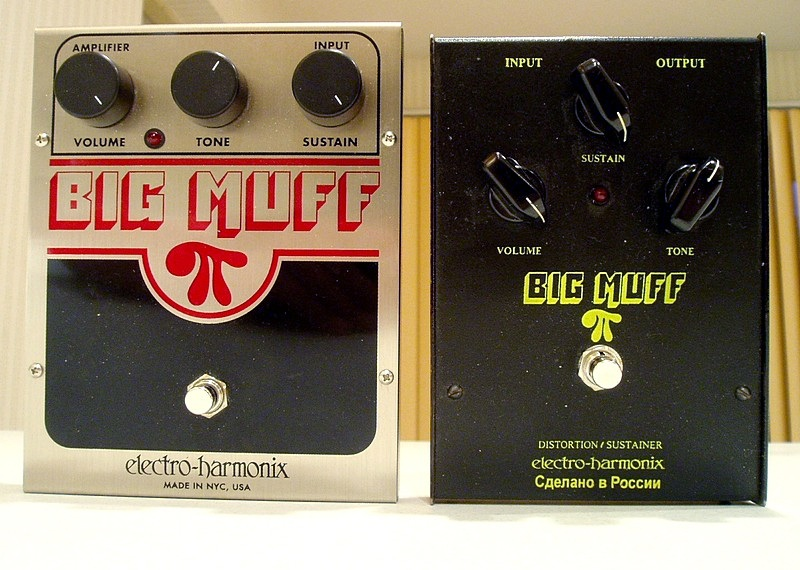
Deux versions de la Big Muff d'Electro-Harmonix (à gauche : réédition américaine ; à droite : version russe Sovtek).

En 1969, Mike Matthews, fondateur d'Electro-Harmonix, crée avec Bob Myer la Big Muff, une pédale au design original, offrant beaucoup de distortion et de sustain. Le circuit de la Big Muff utilise quatre transistors au silicium et des filtres de tonalité. Contrairement à ses prédécesseures, la Big Muff produit un son massif tout en gardant la clarté et la précision des notes. De très nombreuses itérations de la Big Muff sont produites (Big Muff Pi, Big Muff Sovtek, Big Muff Triangle, Ram's Head...). Elle est utilisée notamment par David Gilmour. L'effet fuzz fait désormais partie des standards en termes d'effets pour guitare et basse. 

#### Effets dérivés de la fuzz
Plusieurs effets dérivés de la fuzz ont été créés, en particulier l'octavia, une fuzz produisant une octave supérieure (inventée par Roger Mayer en 1967 pour Jimi Hendrix). Des fuzz produisant une octave inférieure existent également. Plusieurs marques dans les années 1970 ont également créé des fuzz wah (pédale combinant fuzz et wah-wah). 

### Désuétude et renaissance
À partir des années 1970, les fuzz tombent progressivement en désuétude alors que se développent les pédales d'overdrive et de distorsion, qui offrent un son plus défini et maîtrisé. D'autre part, les amplificateurs commencent à avoir des master volume permettant pousser les lampes afin d'avoir une saturation élevée sans pour autant jouer trop fort. « Les nouveaux genre qui émergent, comme le Hard Rock, préfèrent la saturation des amplis à celle, particulière, des fuzz ». 

Dans les années 1990, la fuzz devient populaire dans le stoner qui apprécie ses sonorités puissantes, grasses et lourdes. Elle revient également sur le devant de la scène dans les années 2000 avec des groupes recréant le son des années 1960 (The Black Keys, The White Stripes, Tame Impala, etc.). Elle connaît une renaissance et de nombreux constructeurs (en particulier les artisans « boutique ») améliorent et stabilisent les circuits existants et certains créent de nouveaux modèles avec différentes fonctionnalités. 

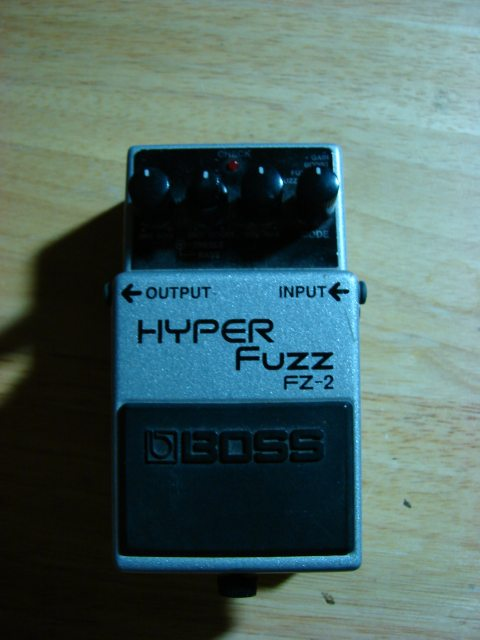
La Boss Hyperfuzz FZ-2 (1993-1997, clone de Super Fuzz) a acquis une certaine notoriété dans le stoner rock[17].
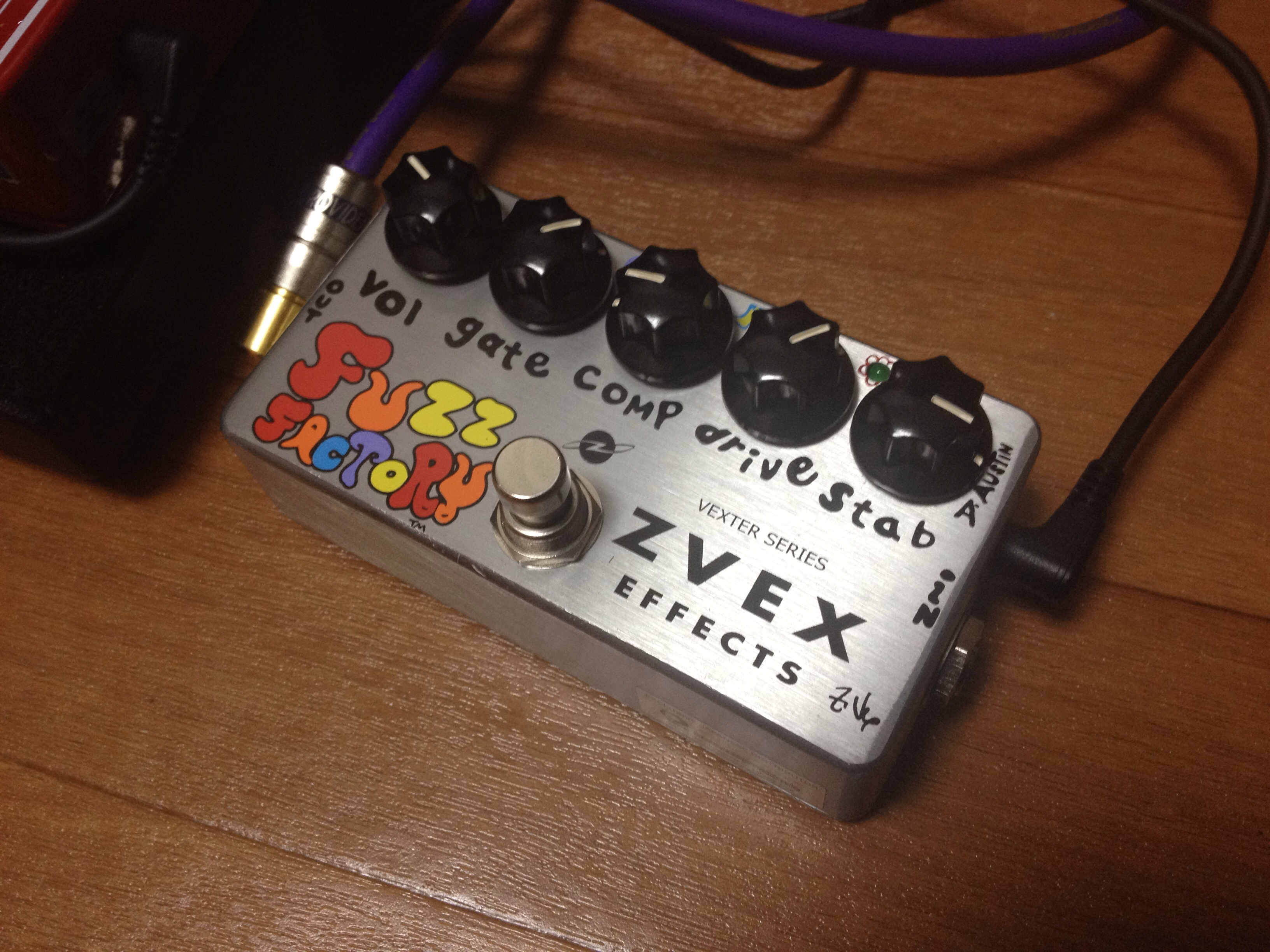
Une fuzz moderne (années 2000) : la Fuzz Factory de Zvex.
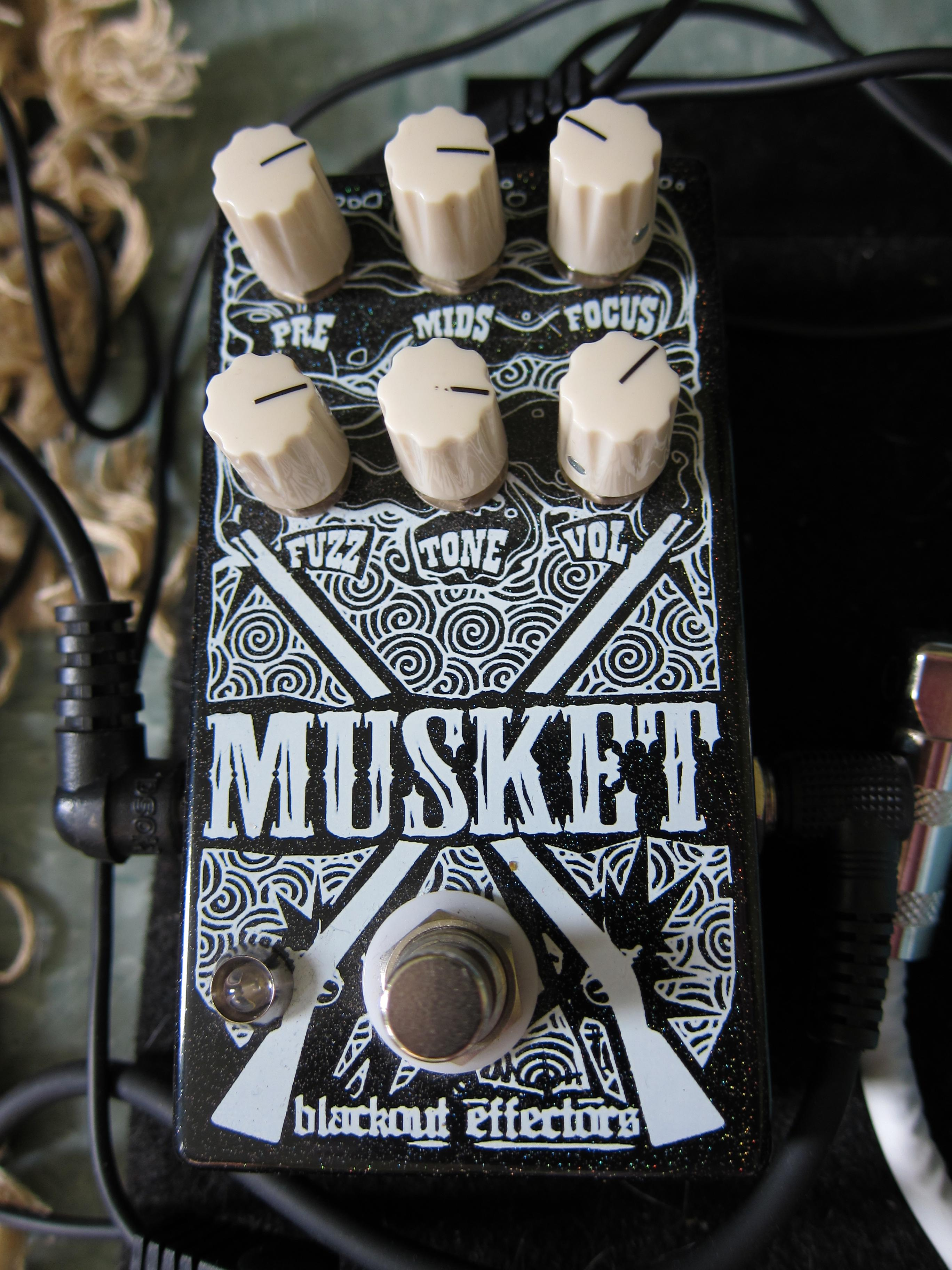
Blackout Effectors Musket fuzz (2008), inspirée de la Big Muff[18].
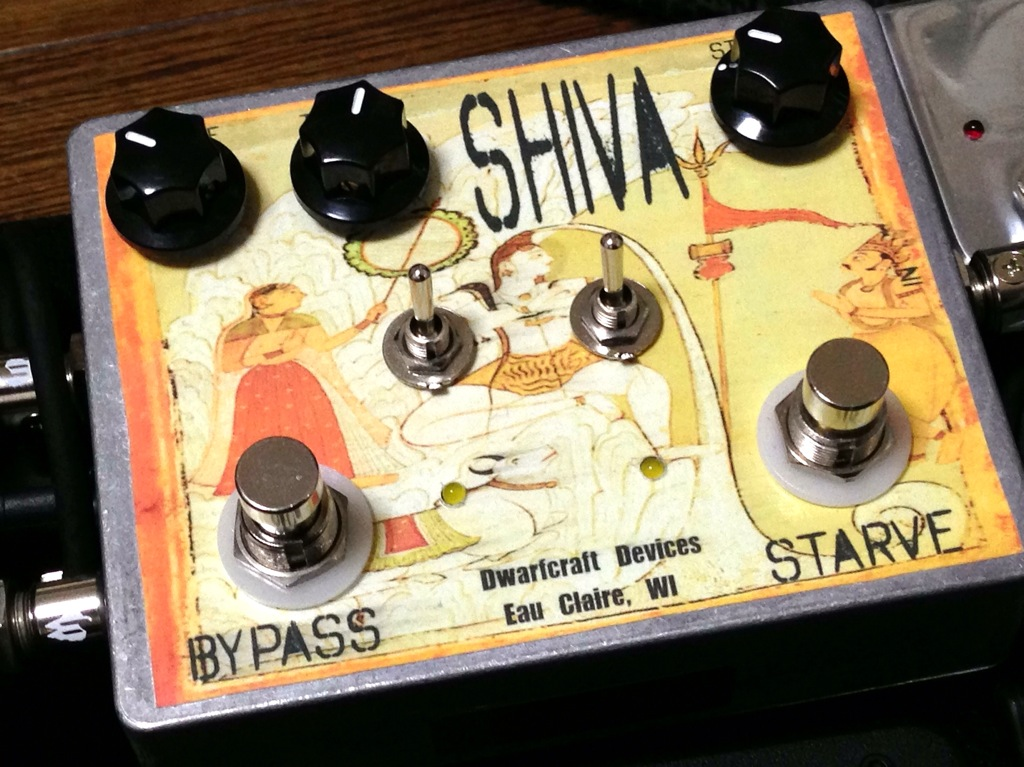
Dwarcraft Devices Shiva Fuzz[19].